# SN 2008V
SN 2008V – supernowa typu IIb odkryta 6 lutego 2008 roku w galaktyce NGC 1591. W momencie odkrycia miała maksymalną jasność 16,80m.